# Мориц IV (Олденбург)
Мориц IV (II) фон Олденбург (на немски: Moritz IV (II) von Oldenburg; * ок. 1360/1380; † 3 септември 1420) е граф на Олденбург.

## Произход и управление
Той е вторият син на граф Конрад II фон Олденбург (1342 – 1401) и съпругата му Кунигунда фон Дипхолц. Внук е на граф Конрад I фон Олденбург (1300 – 1368) и графиня Ингеборг фон Холщайн-Пльон-Зегебург (1316 – 1343).
Мориц управлява от 1401 до 1403 г. сам, след това трябва да управлява заедно с братовчедите си Дитрих и Кристиан VI, синовете на чичо му Кристиан V.

## Фамилия
Мориц IV се жени на 5 март 1399 г. за Елизабет фон Брауншвайг-Люнебург-Волфенбютел (* ок. 1360; † 1420, Ращеде), дъщеря на херцог Магнус II фон Брауншвайг и Люнебург и принцеса Катарина фон Анхалт-Бернбург. Тя умира на 2 октомври 1420 г. от епидемия. Те имат децата:
- Йохан (споменат 1402)
- Анна (ок. 1380 – 1438), омъжена ок. 1424 г. за граф Ото III фон Валдек-Ландау (ок. 1400 – 1458), родители на Ото IV фон Валдек († 1495)
- Ингеборг († 1431), омъжена за Око (Ото) Хилмерсна тен Брок, господар на Аурих в Източна Фризия (1407 – 1435)